# StarTalk
StarTalk  est un talk-show américain, diffusé à partir du 20 avril 2015 sur National Geographic Channel. StarTalk est la série dérivée des podcasts du même nom. Chaque semaine Neil deGrasse Tyson parle de sujets scientifiques variés avec des interviews et des discussions de groupe. StarTalk a été salué par le site space.com pour être le premier talk-show de fin de soirée sur le thème de la science.
Le 29 juillet 2015, National Geographic Channel annonce une seconde saison de l'émission, dont la première est programmée pour le 25 octobre 2015, avec Bill Clinton comme invité.
Le 9 août 2015, les bandes sons des 10 épisode de la saison 1 de l'émission, ont été diffusées en podcast.
StarTalk  est diffusé en France à partir du 15 mai 2015 sur National Geographic Channel France.

## Émissions

### Saison 1 (2015)
| Numéros des épisodes | Invité             | Date de diffusion aux États-Unis | Date de diffusion en France |
| -------------------- | ------------------ | -------------------------------- | --------------------------- |
| 01                   | George Takei       | 20 avril 2015                    | 15 mai 2015                 |
| 02                   | Christopher Nolan  | 27 avril 2015                    | 22 mai 2015                 |
| 03                   | Dan Savage         | 4 mai 2015                       | 29 mai 2015                 |
| 04                   | Arianna Huffington | 11 mai 2015                      | 5 juin 2015                 |
| 05                   | Richard Dawkins    | 18 mai 2015                      | 12 juin 2015                |
| 06                   | Jimmy Carter       | 25 mai 2015                      | 19 juin 2015                |
| 07                   | Chris Hadfield     | 1er juin 2015                    | 26 juin 2015                |
| 08                   | Biz Stone          | 8 juin 2015                      | 3 juillet 2015              |
| 09                   | Charles Bolden     | 15 juin 2015                     | 10 juillet 2015             |
| 10                   | Norman Lear        | 22 juin 2015                     | 17 juillet 2015             |

### Saison 2 (2015-2016)
| Numéros des épisodes | Invité                   | Date de diffusion aux États-Unis | Date de diffusion en France |
| -------------------- | ------------------------ | -------------------------------- | --------------------------- |
| 01                   | Bill Clinton             | 25 octobre 2015                  |                             |
| 02                   | Larry Wilmore            | 1er novembre 2015                |                             |
| 03                   | Seth MacFarlane          | 8 novembre 2015                  |                             |
| 04                   | Penn & Teller            | 15 novembre 2015                 |                             |
| 05                   | Susan Sarandon           | 29 novembre 2015                 |                             |
| 06                   | David Byrne              | 6 décembre 2015                  |                             |
| 07                   | Bas Lansdorp de Mars One | 13 décembre 2015                 |                             |
| 08                   | David Crosby             | 20 décembre 2015                 |                             |
| 09                   | Brian Cox                | 27 décembre 2015                 |                             |
| 10                   | Gina McCarthy            | 3 janvier 2016                   |                             |